# Muscat de Frontignan
Pour le cépage, voir muscat blanc à petits grains.
Le muscat de Frontignan, ou frontignan ou vin de Frontignan, est un vin doux naturel d'appellation d'origine contrôlée produit sur les deux communes de Frontignan et de Vic-la-Gardiole, dans le département français de l'Hérault en région Occitanie.

## Histoire
L'appellation est initialement définie par le jugement du tribunal de Montpellier du 4 juillet 1935 et reconnue par le décret du 31 mai 1936.

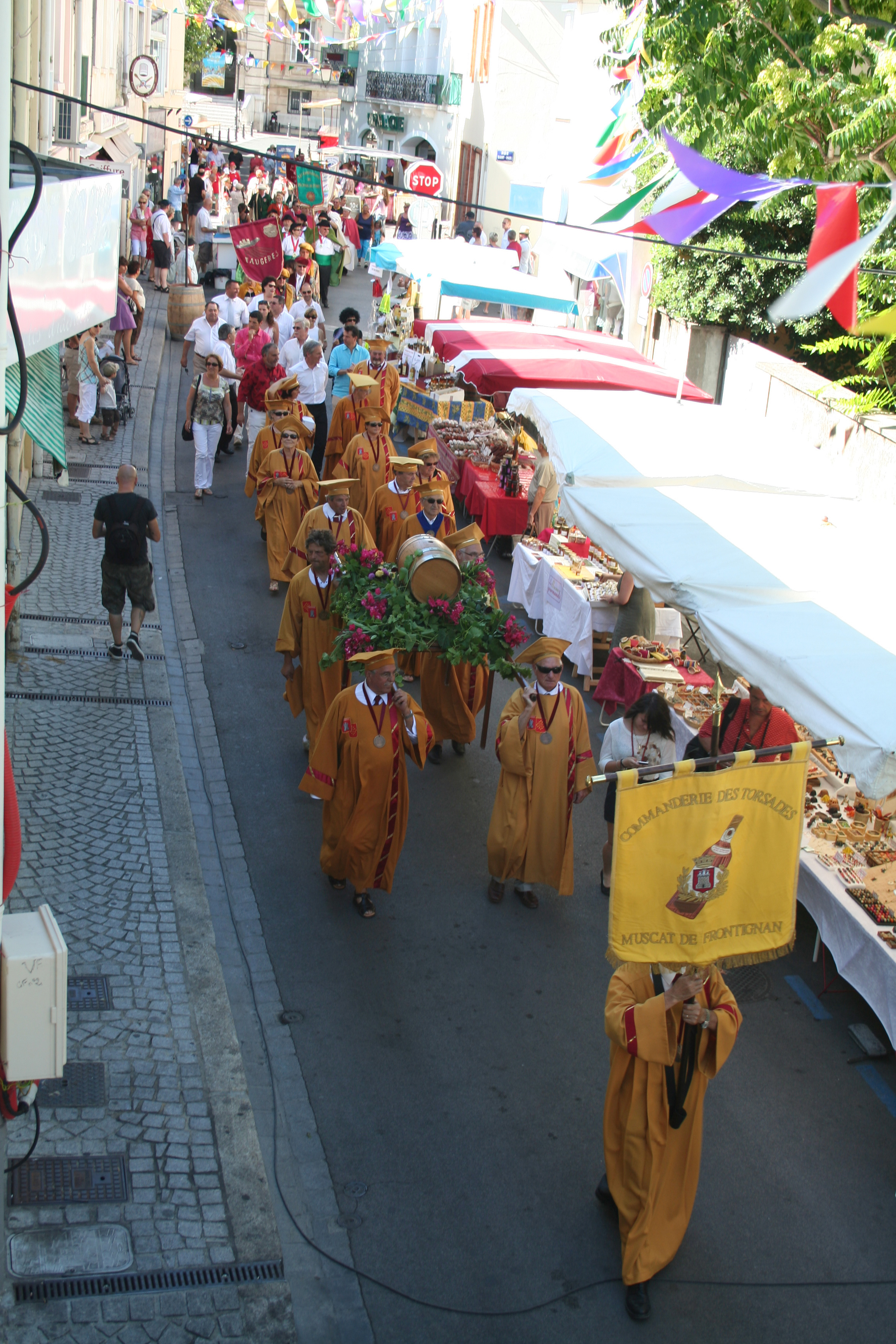
Commanderie des Torsades du Muscat de Frontignan.

## Vignoble

### Encépagement
Les vins sont issus du seul cépage muscat à petits grains blancs B.

### Rendements
Le rendement est fixé à 30 hectolitres de moût par hectare. Le rendement butoir est fixé à 40 hectolitres de moût par hectare. Le rendement maximum de production à la parcelle est fixé à 40 hectolitres de moût par hectare. 
Les vins doux naturels sont issus de moûts présentant une richesse naturelle minimale en sucres de 252 grammes par litre. Les vins de liqueur sont issus de moûts présentant une richesse naturelle minimale en sucres de 234 grammes par litre.

### Vinification et élevage
Les vins doux naturels sont obtenus par mutage du moût en cours de fermentation. Ce mutage est réalisé par apport d'alcool neutre vinique titrant au minimum 96 % vol., dans la limite, évaluée en alcool pur, de 5 % minimum et 10 % maximum du volume du moût mis en œuvre.
Les vins de liqueur sont obtenus avant toute fermentation. Le mutage est réalisé par apport d'alcool neutre vinique titrant au minimum 96 % vol., dans la limite, évaluée en alcool pur, de 15 % maximum du moût mis en œuvre.

### Type de vins et gastronomie

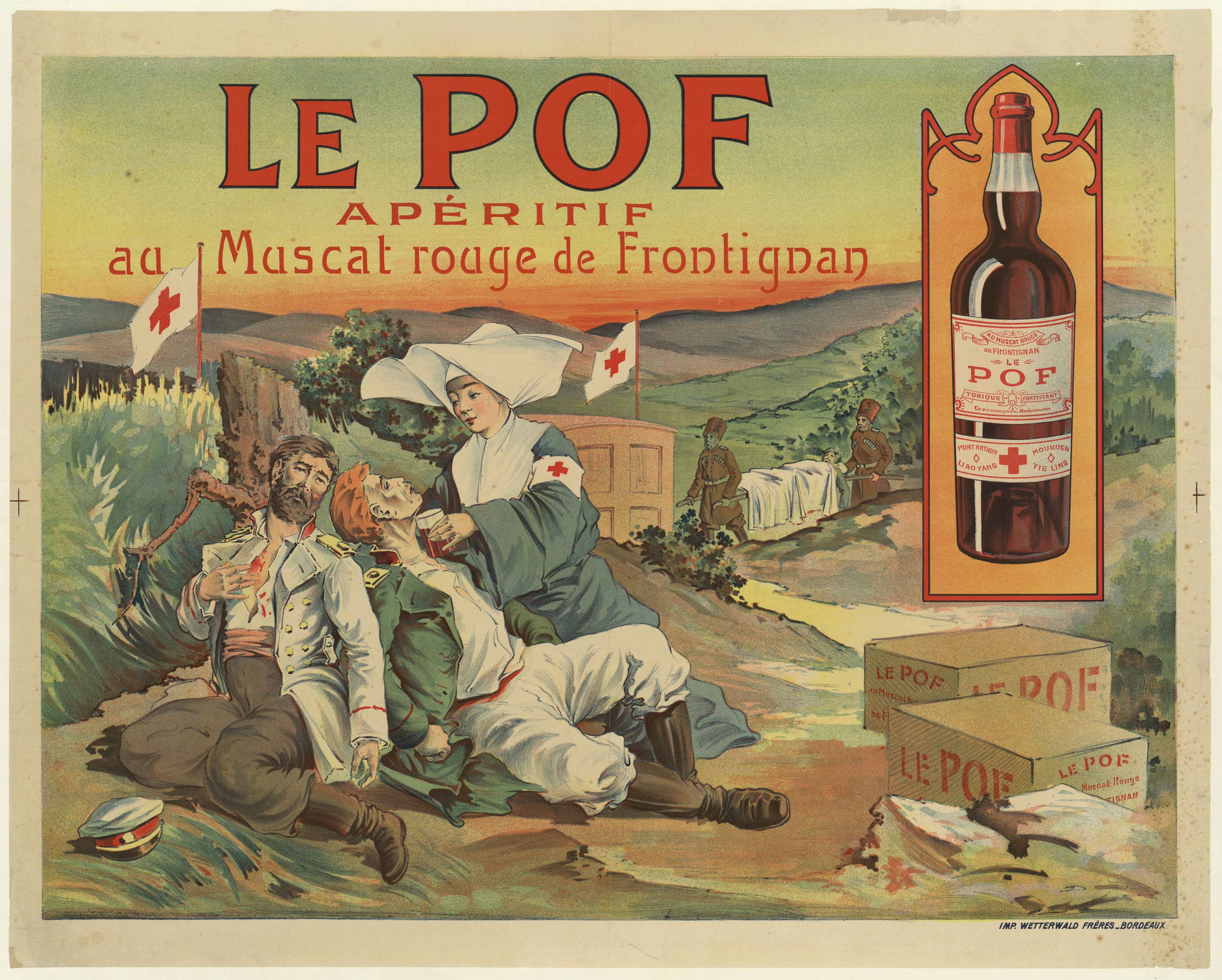
Affiche publicitaire d'un Muscat de Frontignan

La sauce au vin muscat est l'une des nombreuses déclinaisons culinaires de ce vin doux naturel. Ses arômes muscaté et de raisin frais le font aussi intervenir dans la préparation de cocktails, amuse-gueules, potages, entrées, poissons et crustacés, volailles et viandes, légumes et desserts.